# Nev Munro
George Neville Munro, detto Nev (Vancouver, 22 luglio 1927 – Vancouver, 31 agosto 2003), è stato un cestista canadese.

## Carriera
Giocatore dei Thunderbirds della University of British Columbia, ha disputato le Olimpiadi 1948 con il Canada. Ammalatosi della malattia di Parkinson nel 1987, è morto 16 anni più tardi.